# ۸۸۶ (قمری)
۸۸۶ (قمری)، هشتصد و هشتاد و ششمین سال در گاهشماری هجری قمری است. اول محرم این سال برابر با یازدهم مارس سال ۱۴۸۱ میلادی است.